# Gunung Pineling
Gunung Pineling är ett berg i Indonesien.   Det ligger i provinsen Aceh, i den västra delen av landet, 1 600 km nordväst om huvudstaden Jakarta. Toppen på Gunung Pineling är 1 089 meter över havet, eller 742 meter över den omgivande terrängen. Bredden vid basen är 22,9 km.
Terrängen runt Gunung Pineling är huvudsakligen kuperad, men västerut är den bergig.Runt Gunung Pineling är det ganska tätbefolkat, med 78 invånare per kvadratkilometer. I omgivningarna runt Gunung Pineling växer i huvudsak städsegrön lövskog.